# Geophagus diamantinensis
Geophagus diamantinensis é uma espécie de peixe  da família dos ciclídeos, endêmico da bacia do rio Paraguaçu, na Chapada Diamantina, região central do estado brasileiro da Bahia. Foi identificado pelos pesquisadores José Leonardo de Oliveira Mattos, Wilson J. e M. Costa (da Universidade Federal do Rio de Janeiro), e Alexandre Clistenes A. Santos (Universidade Estadual de Feira de Santana).
O G. diamantinensis integra um complexo específico que tem por mais comum o G. brasiliensis e também inclui as mais raras como ele G. iporangensis, G. itapicuruensis, G. multiocellus, G. obscurus, G. rufomarginatus e G. santosi (a maioria na Bahia ou em São Paulo, no caso da G. iporangensis).

## Características e diferenciação
O G. diamantinensis tem por diferencial dos demais membros do complexo a presença de osso uro-hial profundo, padrão de cores distinto e cabeça mais esbelta. Difere do G. itapicuruensis pela presença de maior número de espinhos na nadadeira dorsal e do G. obscurus por ter um aparato bucal subterminal. A especiação foi assegurada pela análise do mtDNA.
O holótipo foi coletado no rio Paraguaçu, na altura do município de Andaraí, e os parátipos também neste município, e material adicional também foi coletado em Lençóis, e nos rios Caldeirão, Una e no Ribeirão de Baixo, todos pertencentes à bacia do Paraguaçu.